# Taxillus gibbosus
Taxillus gibbosus är en tvåhjärtbladig växtart som först beskrevs av Talbot, och fick sitt nu gällande namn av Marselein Rusario Almeida. Taxillus gibbosus ingår i släktet Taxillus och familjen Loranthaceae. Inga underarter finns listade i Catalogue of Life.